# Wilhelm Glaser (Ingenieur)
Wilhelm Glaser (* 17. März 1875 in Nordheim; † 7. Oktober 1961 in Osthofen) war ein deutscher Elektroingenieur und Unternehmer.

## Leben
Wilhelm Glaser studierte Elektrotechnik an der Technischen Hochschule Karlsruhe. Während seines Studiums wurde er 1893 Mitglied der Karlsruher Burschenschaft Teutonia.
Er gründete 1906 mit seinem Studienfreund Hans von Praun (1873–1908) das Unternehmen Glaser, von Praun Elektromotorenwerk GmbH in Osthofen. Nach dem frühen Tod von Prauns musste Glaser die Leitung des Unternehmens alleine übernehmen. Es produzierte anfangs Gleichstrommaschinen, später Drehstrommotoren und Lichtbogenschweißgeräte.
In der NS-Zeit erlebte das Unternehmen einen wirtschaftlichen Aufschwung und konnte Produktion bzw. Angebot ausbauen. 1945 wurden die Produktionsanlagen demontiert, Glaser konnte aber den Betrieb erfolgreich neu aufbauen. Das Unternehmen erlangte internationales Ansehen und exportierte unter anderem nach Indien, in die Niederlande, die USA, Mexiko, Belgisch-Kongo, Syrien, Mosambik, Brasilien und Nordafrika. Nach Wilhelm Glasers Tod führten seine Söhne Hermann und Erhard das Unternehmen fort.